# Allopogon miles
Allopogon miles là một loài ruồi trong họ Asilidae. Allopogon miles được Wiedemann miêu tả năm 1828. Loài này phân bố ở vùng Tân nhiệt đới.